# Alice in Wonderland (film 1931)
Alice in Wonderland è film in bianco e nero diretto da Bud Pollard, prodotto da Hugo Maienthau, della Metropolitan Studios in Front Lee, New Jersey.
Si tratta del primo film sonoro basato su Le avventure di Alice nel Paese delle Meraviglie di Lewis Carroll, e il primo dove si sentano i dialoghi originali di Carroll. Il film vede Ruth Gilbert nel ruolo di Alice e Leslie King in quello del Cappellaio Matto.